# Michael E. Vieten

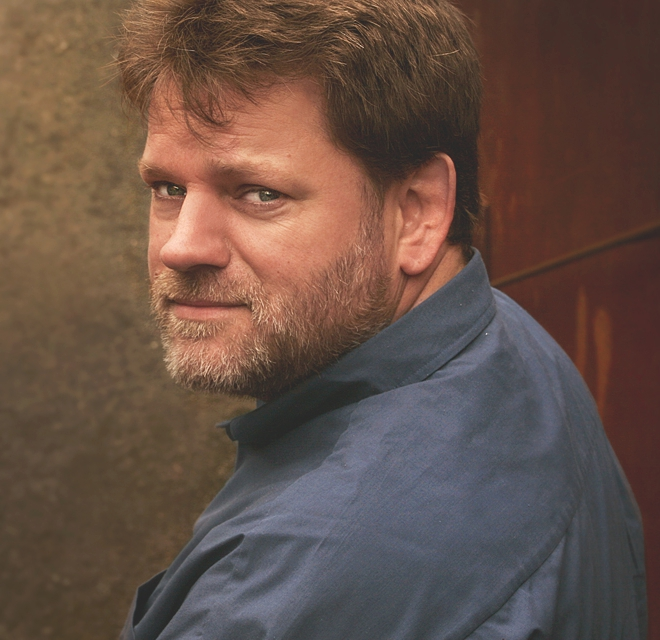
Michael E. Vieten (2012)

Michael E. Vieten (* 1962) ist ein deutscher Schriftsteller. Er schreibt Prosa und Lyrik, Romane und Erzählungen.

## Biografie
Vieten ist in Düsseldorf und Ratingen aufgewachsen. Einen großen Teil seines Lebens verbrachte er im Norden Deutschlands. Der gelernte Hotelkaufmann wechselte später in die IT-Branche und gründete 2002 einen Internet-Versandhandel. Nach dem Verkauf des Unternehmens 2011 konzentrierte er sich auf seine Arbeit als Schriftsteller.

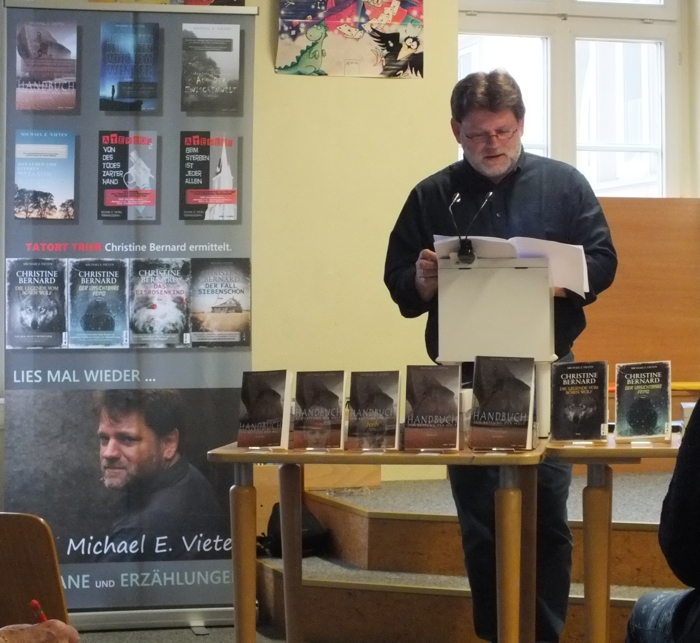
Michael E. Vieten auf einer Lesung im Mai 2019 in der Stadtbücherei Kirn.

Im Rahmen neuer Veröffentlichungen führt er Autorenlesungen und Buchvorstellungen durch.
Vieten lebt im Hunsrück. Seit 2015 erscheint im Acabus Verlag Hamburg seine Krimiserie um die Trierer Kommissarin "Christine Bernard".

## Werke
- Unheimliche Begegnungen. Aus der Zwischenwelt, ISBN 9783740733247
- Das Leben und Sterben des Jason Wunderlich, ISBN 9783740732332
- Christine Bernard. Beim Sterben ist jeder allein, ISBN 9783757921262
- Christine Bernard. Von des Todes zarter Hand, ISBN 9783757921279
- Frieden finden. Auf dem Weg zum persönlichen Glück, ISBN 9783734753466
- Christine Bernard. Der Fall Siebenschön, ISBN 9783862823529
  - Hörbuch gesprochen von Dagmar Bittner, ISBN 9789178613755
- Christine Bernard. Das Eisrosenkind, ISBN 9783862824137
- Christine Bernard. Der unsichtbare Feind, ISBN 9783862824533
- Handbuch zur Rettung der Welt, ISBN 9783740733766
- Das letzte Leuchten vor dem Winter, ISBN 9783740734947
- Christine Bernard. Die Legende vom bösen Wolf, ISBN 9783862825660
- Handbuch zur Rettung der Welt – Mila, ISBN 9783740751449
- Handbuch zur Rettung der Welt – Josh, ISBN 9783740743314
- Handbuch zur Rettung der Welt – Trilogie, ISBN 9783740761745
- Vom Schreiben und Lesen, ISBN 9783740748111
- Christine Bernard. Das Mädchen aus einer anderen Welt, ISBN 9783862827398
- Christine Bernard. Tödliche Intelligenz, ISBN 9783862828029
- Christine Bernard. Die Zeugin, ISBN 9783740783747
- Christine Bernard. Der schnelle Tod, ISBN 9783757910778